# La visita al Maestro
La visita al Maestro es una novela de 1979 de Philip Roth, siendo la primera protagonizada por Nathan Zuckerman, uno de sus álter egos ficticios, y el primer libro de la trilogía Zuckerman encadenado. La novela toca los temas de la identidad, la responsabilidad de los autores por sus personajes, la condición de los judíos en los Estados Unidos. La novela incluye fragmentos del Diario de Ana Frank.

## Resumen del argumento
Nathan Zuckerman es un joven escritor con un futuro prometedor quien es invitado a pasar una noche en la casa de E.I. Lonoff (un personaje posiblemente basado en Bernard Malamud, Henry Roth o en ambos), un reconocido autor al cual Zuckerman idolatra. Amy Bellette, una joven con un misterioso pasado. El segundo capítulo muestra que Bellete es en realidad Ana Frank, viviendo anónimamente en los Estados Unidos después de sobrevivir el Holocausto. Sin embargo, en el último capítulo se revela que esa sección no es más que una composición ficticia escrita por Zuckerman.

## Adaptación
La novela fue adaptada en un episodio de la antología American Playhouse en 1984, el cual fue dirigido por Tristram Powell y protagonizado por Rose Arrick, Claire Bloom, Sam Wanamaker, Cecile Mann, MacIntyre Dixon, Mark Linn-Baker, Ralph Morse, Joseph Wiseman y Patricia Fellows.

## Recepción
El libro recibió alabanza de la crítica cuando fue publicado. Por ejemplo, John Updike describió a Roth como «uno de los más inteligente y energéticos escritores estadounidenses y ahora se ha convertido en uno de los más escrupulosos», mientras que Harold Bloom dijo en The New York Times que las tres primeras novelas de Zuckerman «algo razonablemente cercano al nivel más alto de elogio estético para la tragicomedia».
El jurado del Premio Pulitzer para la categoría de obra literaria de ficción recomendó que La visita al Maestro recibiera el premio en 1980. Sin embargo, el comité del Pulitzer, quien toma la decisión final, otorgó el premio a The Executioner's Song de Norman Mailer. El libro también fue finalista por el Premio Nacional del Libro en 1980.